# 요시카와 겐타
요시카와 겐타(일본어: 吉川 健太, 1986년 5월 16일 ~ )는 일본의 전 축구 선수이다.

## 구단 경력
과거 에히메 FC, 카탈레 도야마에서 활동하였다.